# Холод (фільм, 1991)
«Холод» — радянський художній фільм 1991 року, режисера Хусейна Еркенова.

## Сюжет
Фільм присвячений депортації карачаївців, що мала місце в кінці Великої Вітчизняної війни. Режисер фільму, сам будучи карачаївцем, спробував передати переживання людей, побут і культуру, вважаючи важливим «показати, як народ усвідомлює, що з ним зробили». У фільмі використовується уривчасте фрагментарне оповідання, «християнська символіка, мусульманська обрядовість і радянські реалії формують екранний простір».

## У ролях
- Микола Єременко-молодший — головна роль
- Олександр Краснов — епізод
- Леван Пілпані — епізод
- Тамара Схіртладзе — епізод
- Олександр Числов — епізод
- Ханафі Еркенов — епізод
- Людмила Потапова — епізод
- Олег Васильков — епізод
- Махар Узденов — епізод
- Оксана Потоцька — епізод
- Зарема Джаубаєва — епізод
- Гульнара Темірезова — епізод
- Алі Тухужев — епізод
- Хасан Біджиєв — епізод
- Мусліма Башлаєва — епізод

## Знімальна група
- Режисер — Хусейн Еркенов
- Автор сценарію — Хусейн Еркенов
- Оператор — Владислав Меньшиков
- Художник — Сергій Філенко